# Chikkagadduvalli, Hassan
Chikkagadduvalli là một làng thuộc tehsil Hassan, huyện Hassan, bang Karnataka, Ấn Độ.